# Сильяндер, Харри
Харри Вальфрид Сильяндер (фин. Harry Valfrid Siljander; 10 декабря 1922, Хельсинки, Финляндия — 5 мая 2010, Эспоо, Финляндия) — финский боксёр, бронзовый призёр Олимпийских игр в Хельсинки (1952).
Занимался, помимо бокса, конькобежным спортом и плаванием. В 17-летнем возрасте ушёл на фронт советско-финской войны. В 1943 г. возвращается в бокс, чемпион Финляндии (1947, 1948, 1949, 1950 и 1952), серебряный медалист (1946).
Дважды участвовал в Олимпийских играх: в Лондоне (1948) вышел в четвертьфинал, а на Играх в Хельсинки (1952) выиграл бронзовую медаль, выступая в полутяжелом весе.
По завершении спортивной карьеры основал свою собственную компанию по поставкам мяса и мясопродуктов.